# چیکپی (کانزاس)
چیکپی (به انگلیسی: Chicopee) شهری در ایالت کانزاس کشور ایالات متحده آمریکا است که جمعیت آن در سرشماری سال ۲۰۱۰ میلادی، ۴۰۸ نفر بوده‌است.